# Joannes Mantelius
Joannes Mantelius era un clerge, historiador i compositor del Principat de Lieja. Va néixer com Jan o Johan Mantels el 23 de setembre del 1599 a Hasselt (avui a Bèlgica), on va morir el 23 de febrer de 1676. Com era de costum durant l'humanisme va llatinitzar el seu nom.
De 1612 a 1616 va estudiar amb els jesuïtes de Lieja. A l'edat de disset anys va postular al monestir dels Agustins de Hasselt on va fer els vots el 1617. El 1621 va ser consegrat subdiacre a Anvers, el 1622 diacre a Lovaina i el 1623 sacerdot a Lieja. De 1625 a 1628 va ser subprior del monestir de Hasselt. De 1634 a 1636 va estudiar a la Universitat de Douai on va graduar-se en teologia. De 1642 a 1652 va ser visitador i catedràtic a Roma, Colònia i l'abadia de Gladbach. El 1652 va tornar a Hasselt on es va dedicar a l'estudi de la història local. Va escriure una història del comtat de Loon Historiae Lossensis i una de la ciutat de Hasselt, Hasseletum. La història s'acaba l'any 1170, per la mort no va poder acabar l'obra. El seu amic Servatius Vaes (1609-1698), prelat de l'Abadia d'Averbode va continuar l'obra.
Va ser sebollit a l'església dels Agustins de la seva ciutat natal que li va dedicar el carrer Manteliusstraat.
Obres destacades
- Historiae Lossensis libri decem (en llatí).  Lieja: Alexandre Barchon, 1661.
- Hasseletum sive ejusdem oppidi descriptio (en llatí).  Lovaina: Andres Bouvetium, 1663.[Enllaç no actiu]